# Bufo pageoti
Bufo pageoti är en groddjursart som beskrevs av Bourret 1937. Bufo pageoti ingår i släktet Bufo och familjen paddor. IUCN kategoriserar arten globalt som nära hotad. Inga underarter finns listade.